# 일곱 번째 내가 죽던 날
《일곱 번째 내가 죽던 날》(Before I Fall)은 로런 올리버의 영 어덜트 소설로, 2010년 출간된 그녀의 데뷔작이다. 주인공 여자아이 샘Sam(사만사Samantha의 애칭) 은 자신이 다니는 고등학교에서 가장 유명한 여학생 4명 중 한 명이다. 그 날은 학교 학생들이 꽃을 주고받음으로써 서로의 유명세를 확인하는 큐피트 데이. 날씨도, 기분도 완벽하고 밤에는 킹카인 남자친구 롭과 데이트 약속까지 잡힌 인생에서 가장 행복한 날이다.
그러나 샘은 그날 밤의 파티에서 친구들인 린지, 알리, 엘로디와 함께 교통사고를 당해 죽는다. 그러나 눈을 뜨니 그 날 아침으로 돌아가 있고, 하루가 지나거나 죽을 때마다 계속해서 살아나 하루를 되살아가는 이야기이다. 2017년 마리아 마젠티 감독의 연출로 영화화될 예정이다.

## 같이 보기
- 타임 루프
- 나비 효과
- 사랑의 블랙홀
- 러시아 인형처럼
- 팜스프링스 (영화)